# Adolf Hilmar von Leipziger
Adolf Hilmar von Leipziger (* 7. Februar 1825 in Bitterfeld; † 22. April 1891 in Danzig) war Oberpräsident der Provinz Hannover und der Provinz Westpreußen.

## Leben
Hilmar von Leipziger wurde als Sohn des Landrates des Kreises Bitterfeld Moritz von Leipziger und der Thekla, geborene von Selmnitz, geboren. Er stammte aus dem sächsischen Adelsgeschlecht Leipzig.
Er studierte Rechts- und Kameralwissenschaft an der Ruprecht-Karls-Universität Heidelberg. 1843 wurde er Mitglied des Corps Guestphalia Heidelberg. 1846 wurde er Auskultator, 1848 Referendar und 1852 Gerichtsassessor. 1853 trat er als Regierungsassessor in die innere Verwaltung des Königreichs Preußen. 1854 wurde er Landrat des Kreises Oschersleben, 1864 Polizeipräsident von Königsberg i. Pr., 1869 Landdrost in Hannover und 1872 Regierungspräsident des Regierungsbezirks Aachen. Am 10. Oktober 1882 erhielt er den Charakter als Wirklicher Geheimer Rat mit dem Titel Exzellenz.
Als Nachfolger von Botho zu Eulenburg war er von 1878 bis 1888 Oberpräsident der preußischen Provinz Hannover. 1888 wurde er als Nachfolger von Adolf Ernst von Ernsthausen zum Oberpräsidenten von Westpreußen berufen. In dieser Funktion war er zugleich stellvertretender Präsident der Preußischen Ansiedlungskommission in Posen.
Dr. iur. h. c. v. Leipziger starb an einem geplatzten Aneurysma und wurde auf seinem Rittergut Niemegk in der Provinz Sachsen beigesetzt.

## Familie
Leipziger heiratete am 2. Januar 1853 in Halle Amalie Pauline Louise Franziska (Fanny) von Funke (* 10. April 1827). Das Paar hatte mehrere Kinder:
- Therese Emilie Martha (* 16. Oktober 1853) ⚭ 1875 (Scheidung 1880) Emil Karl Heinrich Heuser, (Tuchfabrikant)
- Adolfine Franziska Walpurgis (Wally) (* 25. Dezember 1855) ⚭ 1877 Georg Adolf Karl von Owstin, Major a. D.
- Friedrich Wilhelm Julius Hilmar Georg (* 6. Februar 1858), Hauptmann